# Foky család
A báró és nemes Foky család egy dunántúli római katolikus nemesi származású család, amely Vas- és Zala vármegyében, illetve Bécsben is virágzott. Foky Dániel (1626–1695), 1688 és 1691 között Bécs polgármestere és ezzel idáig az egyetlen magyar származású polgármestere az osztrák fővárosnak. Foky Zsigmond (1770–1823) huszár őrnagy, a Katonai Mária Terézia-rend lovagja bárói címet szerzett, azonban gyermekek hiányában ővele kihalt a család bárói ága.

## A család története

### A nemességszerző és leszármazottjai
A Foky család első ismert tagja Foky Imre (1570–1636), méz- és szilvakereskedő volt, aki 1623. november 18-án III. Ferdinánd magyar királytól nemességet és címeres levelet szerzett feleségével, Pitsch Katalinnal (1595–1656), és gyermekeivel, Foky Mihállyal, Imrével, Benedekkel, Jánossal, és lányaival Magdalénával, Ilonával együtt. Foky Imrének a címeres levele kiadása után született Foky Dániel (1626–1695) nevű fia, aki később, 1688 és 1691 között Bécs polgármestere lett. Foky Dániel 1661-ben megszerezte a bécsi polgári jogot, majd 1663-ban kezdte meg a polgári karrierjét. 1674-től Bécs városa belső körén belül tevékenykedett; az 1679-ben zajló járvány alatt a kórházakat felügyelte, 1682-ben bécsi városi kamarás lett. Az 1683-ban zajlott török ostrom alatt alezredesként szolgált a város védelmében. 1687-ben Foky Dánielnek adományozta az uralkodó a kamarási címet. 1688 és 1691 között Bécs város polgármestere volt; hivatala alatt 1888-ban bevezették a város közvilágítását. Foky Dániel első felesége Maria Magdalena Laminith, akinek az apja, Johann Laminith, császári udvari pincemestere volt. A második neje, Maria Veronica Ostermair, Johann Schnüring von Schnürnfels özvegye volt. Foky Imre a Vas vármegyei Vép városából (ex oppido Weep) származott, és ekkor bécsi polgár és konzul volt (civis et consularis Civitatis nostrae Viennensis). A bécsi ágához tartozó Fochky Jakab Ignác, császári orvos 1714. február 28-án lovagi (ritter) rangot szerzett az uralkodótól; ezzel együtt címerbővítés is járt, amelyhez szerzett egy második sisakot a pajzson, amelynek a sisakdísze egy kiterjesztett pávafark. A Foky családnak az ága, amely a Magyar Királyságban maradt az eredeti nemesség- és címeradományt 1624-ben Vas, Sopron, Zala és Veszprém vármegyékben hirdette ki.
A nemességet szerző Foky Imrének az egyik unokája Foky János (fl.1696–1729) (†1729), aki Zalában bagodi és kányavári földbirtokos volt. A fiatal nemes Foky János gyalog ezredes kapitány, soproni szolgabíró volt. Foky János Károlyi Sándor bizalmas embere, később a keszői vár kuruc tiszttartója, 1702-ben, majd 1704-ben a várkapitánya lett. Két évtizeddel később, Vas vármegye alispánja volt 1724 és 1729 között. 1717-re, Foky János Bagod egy jelentős birtokrésznek a tulajdonosa volt; a bagodi Bagody családtól gyöngyösi Nagy Ferenc báró vásárolt egy nagy birtokrészt, és az egyik lányától Foky János váltott ki bizonyos részét. 1727. február 17-én Foky János, egyik vejével, a Sümeghy család sarjával, Sümeghy Mihállyal együtt, Skublics Sándort (1695-1754) perelte be, aki két évvel korábban a Bagod melletti Csatfán birtokrészt vásárolt nemes Visy Istvántól, de a felpereseket, akik a szomszédok, nem értesítette erről. Mivel ez a helyzet sértette az ország törvényeit, Sümeghy Mihály és Foky János igazságszolgáltatást követeltek a királyi ítélőtáblától. Foky János feleségül vette a nemesi kisbarnaki Farkas családból való kisbarnaki Farkas Judit kisasszonyt, akinek a szülei kisbarnaki Farkas Gábor földbirtokos és rábahídvégi Horváth Anna voltak. Foky Jánosné Farkas Judit apai nagyanyja, kisbarnaki Farkas Mihályné zicsi és zajki Zichy Dorottya (fl. 1624) úrnő, a zicsi Zichy család köznemesi ágából való volt; kisbarnaki Farkas Mihályné Zichy Dorottya apja, zicsi és zajki Zichy Mihály (fl. 1583–1641), Sopron vármegyei szolgabíró, Vas vármegye szolgabírája, földbirtokos; az apai nagyszülei zicsi Zichy György (fl. 1548–1604), Moson és Vas vármegye alispánja, földbirtokos, és asszonyfalvi Ostffy Anna voltak.

### Foky János alispán leszármazottjai
Foky János és kisbarnaki Farkas Judit egyik fia, Foky Benedeket, 1697. október 27-én a bágyogi plébánián keresztelték meg. Felnőtt korában egyházi személy lett: Foky Benedek, vasvári olvasókanonok, 1732. február 15-én III. Károly magyar királytól kapta a Tatai apáti címet; 1773-ban még aktivan vett részt a pereskedésekben Foky Benedek vasvári olvasókanonok, tatai apát. Foky Benedek tatai apátnak a húga, a szintén kisbarnaki Farkas Judittól való Foky Juditot viszont 1700. november 7-én Bágyogon keresztelték meg; Foky Juditot bírta nőül a zalai nemesi Sümeghy család sarja, nemes Sümeghy Mihály, aki 1716 és 1727 között Zala vármegye főjegyzője, és alsó- és felsőbagodi birtokos volt. Sümeghy Mihály és neje Foky Judit Bagodban laktak. A bagodi földbirtokok örökösei Sümeghy Mihály és Foky Judit unokai: Sümeghy József (1757–1832), királyi tanácsos, Zala vármegye alispánja, táblabíró, a zalai aulikusok egyik vezetője, földbirtokos, valamint Sümeghy Judit (1754–1820), akinek a férje boldogfai Farkas János (1741–1788), Zala vármegyei Ítélőszék elnöke, Zala vármegye főjegyzője, hites ügyvéd, földbirtokos.
Foky János és kisbarnaki Farkas Judit házasságából Foky Benedek prépost mellett még 4 fiúgyermek született: Foky József, Foky Zsigmond, Foky László (1687–1762) és Foky Ferenc: Foky József elvette rákosi Boros Klára úrleányt, rákosi Boros Ferenc és csernelházi Chernel Magdolna lányát, akitől született Foky Erzsébet (1723–1781). Foky Erzsébet 1741. augusztus 4-én Vasszentmihályon férjhez ment a hertelendi Hertelendy családból való ifjabb hertelendi Hertelendy Boldizsárhoz, idősebb Hertelendy Boldizsárnak és koronghi Lippics Erzsébetnek (1671–1751) a fiához. Foky László viszont ifjabb Hertelendy Boldizsárnak a leánytestvérét, idősebb Hertelendy Boldizsárnak és koronghi Lippics Erzsébetnek (1671–1751) a lányát, hertelendi Hertelendy Terézt 1730. július 9-én, Vasszentmihályon vette el. Foky László és Hertelendy Teréz fia Foky Ferenc (1742–1773), királyi testőr volt. A rábahidvégi születésű Foky Ferenc Vas vármegye ajánlatára a testőrséghez 1765. április 13-án vették fel és 1772-ben beosztották a pozsonyi testőrkülönítménybe. 1773-ban hunyt el Bécsben.

#### László ága
Foky László (1687–1762), rábahídvégi, bázai birtokosnak, és Hertelendy Teréznek egy másik fia Foky Benedek kapitány volt, aki Zalában lakott. 1779. szeptember 12-én a Zala vármegyei kámaházi pusztában, néhai Foky Benedek (*Szenttamás, 1731. augusztus 12. -†Kámaháza, 1779 július 9.) kapitány szokott rezidenciájában a meghagyott árváinak, úgymint Foky Anna és Foky Erzsébet leányainak, Foky János, Foky Zsigmond és Foky Ferenc fiainak részekre megmaradott ingó és ingatlan javaknak felszámlálása és jegyzése megtörtént. Ekkor Benedek fivére, Foky József (1736–1803), vasi szolgabíró, is jelen volt az eseményen. A megmaradt összeírás alapján lehet tudni, hogy a kamaházi kuriális úr szerényebb körülmények között élt, a még két nemzedékkel korábban élő Foky János nagyapjával ellentétben.
Az 1790-es nemesi összeírásakor szerepelt a Zala vármegyei Kámaházán az elhunyt Foky Benedek és nejétől, Petermon Elisabethtől, származó báró Foky Zsigmond (1770-1823), huszárőrnagy, Mária Terézia rend lovagja, kitüntetés amivel járt a bárói cím is, és fivére, dasztifalvi Foky Ferenc (1777–1809), aki 1809-ben inszurgens kapitány volt, és a Győri csatában megsérült, majd Komáromban hunyt el. A nemes Foky család nem gyakran használt nemesi előnevet; az eddigi ismert források alapján egyedül a korábban említett Foky Ferencről bizonyos, hogy a Sopron vármegyei Dasztifalu után "dasztifalvi Foky"-ként szerepelt. Foky Benedek és Petermon Elisabeth lánya Foky Erzsébet (1772–1828), aki felsőszopori Etényi Ferenc (1761–1811) földbirtokosnak a házastársa lett; frigyükből egyedül Etényi Jozefától, balatonfüredi Varga Lajos (1801–1864) főszolgabíró hitvesétől maradtak meg leszármazottai leányágon. Varga Lajos és Etényi Jozefa frigyéből származott balatonfüredi Varga Imre (1826–1894), honvéd-alezredes, Etényi Kamilla, báró Wüsthoff Péter alezredesné, Etényi Kornélia, gróf Zedwitz György hitvese, valamint balatonfüredi Varga Izidor (1831–1872), cs. és kir. százados, földbirtokos, akik a Foky családtól örökölt rábahídvégi földbirtokon születtek és nőttek fel. A gyermektelen báró Foky Zsigmondban és öccsében, Foky Ferencben kihalt férfiágon az ő ága a Foky családnak.

#### Zsigmond ága
Foky János vasi alispán és kisbarnaki Farkas Judit egy másik fiúgyermeke, Foky Zsigmond, földbirtokos volt, aki feleségül vette pósfai Tulok Borbálát akitől több gyermeke született. 1755. február 8-án a megözvegyült Tulok Borbála férjhez ment nemes Horváth Józsefhez Rábahídvégen. Foky Zsigmond és Tulok Borbála frigyéből született a legifjabb gyermekük nemes Foky István (1749–1813), főhadnagy, földbirtokos, aki Rábahídvégről Barlahidára költözött és háromszor nősült meg: első feleségétől, Vasvári Klárától (?–1787) született idősebb fia, Foky József (1783–1835) ügyvéd, táblabíró. Második felesége Simon Zsófia (c1766–1794) asszony volt. Foky István a harmadik felesége tubolyszeghi Tuboly Erzsébet (1768–1851) asszony, akinek szülei tubolyszegi Tuboly Mihály és Léránt Katalin asszony voltak. Több gyermekük közül ifjabb Foky István (1806–1860) barlahidai földbirtokos vitte tovább a családot.  Ez az ifjabb Foky István 1830-ban kötött házasságot nagylengyeli Fitos Angyalka kisasszonnyal, akitől származott Foky Zsigmond (1841–1901), Veszprém vármegyei állatorvos. 1878. január 3-án báró Fiáth Ferenc veszprémi főispán Foki Zsigmondot tiszteletbeli vármegyei állatorvossá nevezte ki. Foky Zsigmond állatorvos Tapolcán, Türjén, és Devecseren lakott, majd Késmárkon hunyt el. Kétszer nősült meg, és egyik fia, Foky Jenő az Iparművészeti Főiskolán festőnek tanult, az első világháborúban a 20. honvéd gyalogezredben harcolt mint címzetes őrvezető, a szerb fronton, járványkórházban halt meg 1914-ben.

## A Foky család címere
A címerleírása (cnl: 1623. november 18.): "Az álló, csücsköstalpú tárcsapajzs kék mezejében vörös (jobb)haránt pólya, csőrében olajágat tartó, repülő, vörössel vértezett fehér galambbal megrakva; a pajzs felső és alsó részében egy-egy természetes színű leopárd, kioltott vörös nyelvvel a pajzs alját, illetve a pólya szélét érintve jobbra lépő helyzetben." A pajzson jobbra forduló, nyitott sisak koronával". Sisakdísz: "két - arany-kék, ill. ezüst-vörös - szarv között a pólyán ábrázolt galamb a koronán állva, repülni készülő helyzetben, csőrében a zöld olajággal." Takaró: "vörös-ezüst, kék-arany."

## A család jelentősebb tagjai
- Foky Imre (*1570.–†Bécs, 1636. június 27.), méz- és szilvakereskedő, bécsi polgár és konzul (cnl: 1623. november 18.). Neje: Pietsch Katalin (*1595.–†Bécs, 1656. március 2.)
- Foky Dániel  (néhol: Fockhy Daniel) (1626–1695), 1688 és 1691 között magyar származású Bécs városának a polgármestere, császári tanácsos, főkamarás, Bécs városának Belső Tanács tagja.
- lovag Focky Jakab Ignác (†Bécs, 1722. május 19.), bécsi császári orvos, Vilma Amália magyar királyné, császárné tanácsadója és személyes orvosa, a bécsi egyetem orvosi kar dékánja, aki 1714. február 28-án osztrák lovagi (ritter) rangot és címerbővítést szerzett az uralkodótól.
- Foky János (fl. 1696–1729) (†1729), Vas vármegye alispánja 1724 és 1729 között, zalai és vasi földbirtokos, a keszői vár kapitánya.
- Foky Benedek (1697–1753), vasvári olvasókanonok, tatai apát.
- Foky Benedek (1731–1779), zalai kapitány, birtokos.
- Foky József (1736–1803), vasi szolgabíró,
- Foky Ferenc (1742–1773), királyi testőr, főhadnagy.
- Báró Foky Zsigmond (1770–1823) huszár őrnagy, a Katonai Mária Terézia-rend lovagja.
- Foky Ferenc (1777–1809), 1809-es inszurgens kapitány.